# Ernst Erhard Schmid
Ernst Erhard Schmid, all'anagrafe Ernst Erhard Friedrich Wilhelm Schmid (Hildburghausen, 22 maggio 1815 – Jena, 16 febbraio 1885), è stato un paleontologo tedesco.

## Biografia
Era il figlio del professore di diritto Karl Ernst Schmid (1774-1852), ha studiato scienze naturali presso le università di Jena e Vienna, ricevendo il dottorato nel 1839. Nel 1843 è diventato professore presso Jena, dove con Matthias Jacob Schleiden, ha fondato un istituto fisiologico. Presso l'istituto si è occupato di mineralogia, geologia, chimica e fisica. Nel 1856 è stato nominato professore di scienze naturali presso l'Università di Jena.
Nel 1848 la specie Ichthyopterygia Tholodus Schmidi è stata chiamata in suo onore da Christian Erich Hermann von Meyer.

## Pubblicazioni principali
Con Matthias Jacob Schleiden, è stato co-autore di un'enciclopedia di scienza teorica dal titolo: "Encyclopädie der gesammten theoretischen Naturwissenschaften" (1850).
Altre opere significative di Schmid sono:
- Die geognostischen verhältnisse des Saalthales bei Jena (con Matthias Jacob Schleiden), 1846
- Physik, anorganische chemie und mineralogie, 1850
- Topographisch geognostische Karte der Umgebungen von Jena der Universität zu ihrer dritten Säcularfeier gewidmet, 1859
- Lehrbuch der meteorologie, 1860[3]
- Die Fischzähne der Trias bei Jena, 1861
- Über den unteren Keuper des östlichen Thüringens, 1874
- Die quarzfreien Porphyre des centralen Thüringer Waldgebirges und ihre Begleiter, 1880[4]